# Masud Akbarzadeh

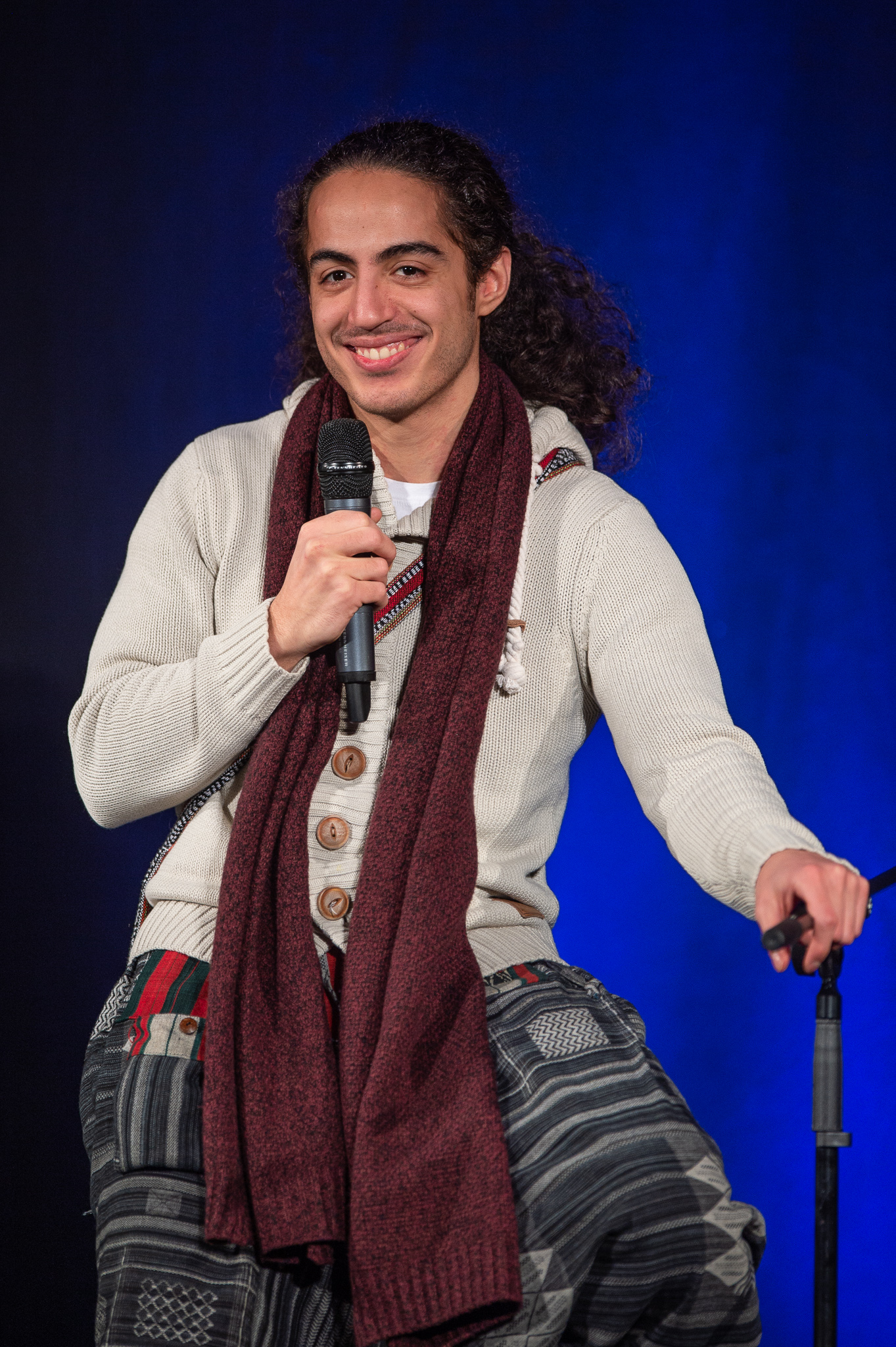
Masud (2019)

Masud Akbarzadeh (persisch مسعود اکبرزاده * zwischen 1981 und 1991 im Iran) ist ein deutsch-iranischer Stand-up-Comedian und Kabarettist. 

## Leben
Akbarzadeh wurde zwischen 1981 und 1991 im Iran geboren. Er zog Mitte der 1990er Jahre mit seiner Familie nach Berlin. Aufgewachsen ist er in Berlin-Neukölln in der Nähe des Bahnhofs Köllnische Heide.
„Als Kind war ich total schüchtern, habe kaum etwas gesagt. Irgendwann kam die Zeit, wo ich zum Taekwondo geschickt wurde. Ich weiß nicht, ob es daran liegt, aber da bin ich aus mir herausgegangen. Auf meinem Grundschulzeugnis in der zweiten Klasse stand »Masud unterhält die Mitschüler mit Geschichten von seinem Wochenende«.“ Als Kind spielte er regelmäßig Theater. Als angehender Comedian probte er wöchentlich viermal auf der Bühne des Scheinbar Varietés in Berlin-Schöneberg. Zwischen 2003 und 2009 war er als Ensemblemitglied in einem Improvisationstheater tätig.
Sein Studium der Rechtswissenschaften brach er 2007 ab. Es schloss sich 2008 ein neunmonatiger Zivildienst in einer psychiatrischen Klinik an. Sein Studium der Medizin brach Akbarzadeh 2009 ab. Von 2009 bis 2011 studierte er in Kalifornien Regie und Schauspiel. Während dieser Zeit sammelte er in San Francisco erste Erfahrungen als Stand-up-Comedian. Seit Januar 2012 tritt er auch in Deutschland auf.
Im Februar 2012 war er bei Hektor Haarkötters Immigrantenstadl sowie weiteren Shows im Comedy Club Kookaburra in Berlin zu sehen. Im Juni 2012 trat Akbarzadeh beim Comedy Festival in Maribor auf. Beim Edinburgh Festival Fringe schlossen sich im August 2012 weitere Auftritte in Mixed-Shows in englischer Sprache an. Seit 2012 übernimmt Akbarzadeh die Moderation im Berliner Scheinbar Varieté.
Im Mai 2016 trat Akbarzadeh in der Kabarettsendung Die Anstalt auf. Mit der Comedyreihe „Message von Masud“ ist Akbarzadeh seit Ende August 2016 in der Morningshow von You FM zu hören. Zudem wirkte Akbarzadeh 2016 an der Preisverleihung des Deutschen Engagementpreises mit.
Seit 2014 ist er erstmals deutschlandweit mit seinem Solo-Bühnenprogramm Who the Fuck is Masud Akbarzadeh? auf Tour.
Sein für Bühnenauftritte gewähltes Outfit mit Samtsakko und bunter Fliege ist an eine Verfilmung des Werks Alice im Wunderland angelehnt.
Akbarzadeh lebt in Berliner Bezirk Charlottenburg-Wilmersdorf. Er hat einen älteren Bruder.

## Fernsehauftritte
- 2012–2014: NDR Comedy Contest (NDR)
- 2013: Comedy Tower (HR)
- 2013–2014: StandUpMigranten (EinsPlus)
- 2014–2015: Vereinsheim Schwabing (BR)
- 2014–2016: NightWash (Einsfestival)
- 2014–2016: Pufpaffs Happy Hour (3sat)
- 2014: Der RTL Comedy Grand Prix (RTL)
- 2014: puzzle: Das InterKulturMagazin (BR)
- 2015: Fat Chicken Club (Tele 5)
- 2015: Spätschicht – Die Comedy Bühne (SWR3)
- 2015: Comedy aus dem Labor (SRF)
- 2015: Comedy mit Karsten (MDR)
- 2015: Bülent und seine Freunde (RTL)
- seit 2015: Quatsch Comedy Club (ProSieben)
- seit 2015: nuhr im Ersten (Das Erste)
- seit 2015: nuhr ab 18 (Das Erste)
- seit 2016: Netz-O-Rama (Comedy Central)
- 2016: Die Anstalt (ZDF)
- 2020: Masel Tov Cocktail

## Bühnenprogramm
- ab 2014: Who the Fuck is Masud Akbarzadeh?
- seit 2018: Fucking Famous
- seit 2023: Geisha

## Auszeichnungen
- 2013: Dritter Platz beim Hamburger Comedy Pokal[2]
- 2014: Gewinner des NDR Comedy Contests[5]